# Auri López
Auri Esthefani López Camejo (Tinaquillo, Cojedes, Venezuela; 28 de diciembre de 1999) es una modelo, imagenóloga y reina de belleza venezolana. López representó al estado Carabobo en el Miss Intercontinental Venezuela 2019 en donde obtuvo dicho título. Auri representó a Venezuela en el Miss Intercontinental 2021 en Sharm el-Sheij, Egipto.

## Vida y carrera

### Primeros años
López nació y se crio en Tinaquillo, Cojedes. Sin embargo, al momento de iniciar sus estudios universitarios se trasladó a vivir a Valencia, Carabobo. Auri se ha desempeñado por muchos años como modelo profesional y es también una asidua practicante del baloncesto. Aparte de ello, en 2019, obtuvo un título como Técnico Radiólogo otorgado por la Universidad Arturo Michelena en Valencia.
En la actualidad, López también se desempeña como CEO de una marca de trajes de baño femenina, y es presidenta del concurso regional, Miss y Míster Turismo Carabobo.

## Trayectoria

### Miss Intercontinental Venezuela 2019
López se postula como aspirante al Miss Intercontinental Venezuela, donde oficialmente sería seleccionada como candidata para representar al estado Carabobo, en el Miss Intercontinental Venezuela 2019.
Auri compitió junto a otras 25 candidatas por la disputada corona, convirtiéndose en una de las grandes favoritas de dicha edición. En la competencia preliminar consiguió la premiación especial de 'Mejor Look'. Finalmente, el 1 de diciembre de 2020, fue coronada por su antecesora, Brenda Suárez, de Miranda, como Miss Intercontinental Venezuela 2019.
Durante su reinado, la organización que presidía el concurso Miss Intercontinental Venezuela fue traspasado hacia la directiva de 'Miss Global Beauty Venezuela', sin ninguna repercusión sobre su reinado.
Dentro de sus actividades como reina titular López estuvo encargada de la conducción del Miss Globalbeuty Venezuela 2020, en conjunto con otras reinas de belleza de su país.

### Miss Intercontinental 2021
López representó a Venezuela en Miss Intercontinental 2021, el cual se llevó a cabo el 29 de octubre de 2021, en Sharm el-Sheij, Egipto.

## Cronología
| Predecesor: Brenda Suárez    | Miss Intercontinental Venezuela 2019 | Sucesor: Emmy Carrero |
| Predecesor: Charlotte Battah | Miss Intercontinental Carabobo 2019  | Sucesor: Titular      |

| Venezuela en los Grand Slam 2021 | Venezuela en los Grand Slam 2021 | Venezuela en los Grand Slam 2021 | Venezuela en los Grand Slam 2021 | Venezuela en los Grand Slam 2021 | Venezuela en los Grand Slam 2021 | Venezuela en los Grand Slam 2021 |
| Miss Universo                    | Miss Mundo                       | Miss Internacional               | Miss Intercontinental            | Miss Tierra                      | Miss Supranacional               | Miss Grand Internacional         |
| -------------------------------- | -------------------------------- | -------------------------------- | -------------------------------- | -------------------------------- | -------------------------------- | -------------------------------- |
| Luiseth Materán                  | Alejandra Conde                  | Suspendido                       | Auri López                       | María Daniela Velasco            | Valentina Sánchez                | Vanessa Coello                   |

- Datos: Q108660931